# Billie Jean King Cup 2020-2021
La Copa Billie Jean King 2020-2021 de tennis, coneguda oficialment com a Billie Jean King Cup 2020-2021, correspon a la 58a edició de la Billie Jean King Cup, la competició nacional de tennis més important en categoria femenina.
En aquesta edició es va produir un canvi de format seguint l'estela iniciada en la Copa Davis 2019. La modificació principal consistia en la substitució del Grup Mundial en format d'eliminatòria al llarg de l'any per una única seu i en una sola setmana. Els dotze equips principals es van dividir en quatre grups de tres equips, i els guanyadors es classificaven per disputar les semifinals. Les sèrie entre equips nacionals de la fase de grups consistien en dos partits individuals i un de dobles. El nou format de fase final es va anomenar Billie Jean King Cup Finals. Els grups zonals es van seguir disputant en el mateix format per decidir els ascensos i descensos entre ells i la fase final.
El calendari de la competició es va veure greument afectat per la pandèmia de COVID-19, de manera que només es van poder celebrar els esdeveniments disputats abans de l'abril. Tan les Finals, que s'havien de disputar a l'abril, com la resta d'esdeveniments continentals pendents es van ajornar per l'any 2021 mantenint els resultats de les proves ja realitzades. A la vegada, això va significar la suspensió de l'edició de 2021 per poder finalitzar l'edició de 2020. Posteriorment es va reprogramar el torneig i es va ajorar la seva celebració fins a final de temporada.

## Billie Jean King Cup Finals
Data: 1 - 6 de novembre de 2021

Seu: O2 Arena de Praga (Txèquia)

Superfície: Pista dura interior
12 equips nacionals participen en l'esdeveniment classificats de la següent forma:
- 2 finalistes del Grup Mundial de l'edició anterior
- 1 país organitzador
- 8 guanyadors de la fase de classificació
- 1 equips convidats

| Equips participants | Equips participants | Equips participants | Equips participants | Equips participants | Equips participants |
| ------------------- | ------------------- | ------------------- | ------------------- | ------------------- | ------------------- |
| Alemanya            | Austràlia           | Bèlgica             | Belarús             | Canadà (I)          | Eslovàquia          |
| Espanya             | França (C)          | Rússia              | Suïssa              | Txèquia (A)         | Estats Units        |

### Fase grups
| Grup | Primer       | Primer | Primer | Primer | Segon      | Segon | Segon | Segon | Tercer   | Tercer | Tercer | Tercer |
| Grup | País         | E      | P      | S      | País       | E     | P     | S     | País     | E      | P      | S      |
| ---- | ------------ | ------ | ------ | ------ | ---------- | ----- | ----- | ----- | -------- | ------ | ------ | ------ |
| A    | Rússia       | 2−0    | 5−1    | 11−4   | Canadà     | 1−1   | 2−4   | 5−9   | França   | 0−2    | 2−4    | 6−9    |
| B    | Austràlia    | 2−0    | 4−2    | 8−7    | Bèlgica    | 1−1   | 3−3   | 8−7   | Belarús  | 0−2    | 2−4    | 6−8    |
| C    | Estats Units | 1−1    | 3−3    | 7−6    | Eslovàquia | 1−1   | 3−3   | 8−8   | Espanya  | 1−1    | 3−3    | 7−8    |
| D    | Suïssa       | 2−0    | 5−1    | 10−3   | Txèquia    | 1−1   | 3−3   | 7−7   | Alemanya | 0−2    | 1−5    | 4−11   |

### Fase final
|  | Semifinals 5 de novembre | Semifinals 5 de novembre | Semifinals 5 de novembre |   |   | Final 6 de novembre | Final 6 de novembre | Final 6 de novembre |  |  |  |  |  |
|  |                          |                          |                          |   |   |                     |                     |                     |  |  |  |  |  |
|  |                          |                          |                          |   |   |                     |                     |                     |  |  |  |  |  |
|  |                          | Rússia                   | 2                        |   |   |                     |                     |                     |  |  |  |  |  |
|  |                          | Rússia                   | 2                        |   |   |                     |                     |                     |  |  |  |  |  |
|  | 3                        | Estats Units             | 1                        |   |   |                     |                     |                     |  |  |  |  |  |
|  | 3                        | Estats Units             | 1                        |   |   | Rússia              | 2                   |                     |  |  |  |  |  |
|  |                          |                          |                          |   |   | Rússia              | 2                   |                     |  |  |  |  |  |
|  |                          |                          | Suïssa                   | 0 |   |                     |                     |                     |  |  |  |  |  |
|  | 2                        | Austràlia                | Suïssa                   | 0 | 0 |                     |                     |                     |  |  |  |  |  |
|  | 2                        | Austràlia                |                          |   |   |                     |                     |                     |  |  |  |  |  |
|  |                          | Suïssa                   | 2                        |   |   |                     |                     |                     |  |  |  |  |  |

## Fase classificació
Dates: 7−8 de febrer de 2020
16 equips nacionals van participar en aquesta ronda per classificar-se per la fase final en sèries basades en el format local-visitant tradicional de la Copa Federació. Els 8 equips perdedors d'aquesta fase van ser redirigits als respectius Grup I continentals. Equips classificats de la següent forma:
- 2 semifinalistes del Grup Mundial l'edició anterior
- 7 guanyadors i perdedors dels Play-offs Grup Mundial l'edició anterior
- 4 guanyadors dels Play-offs Grup Mundial II l'edició anterior
- 3 perdedors dels Play-offs Grup Mundial II l'edició anterior segons rànquing

| Seu (superfície)                                                       | Equip local      | Resultat | Equip visitant |
| ---------------------------------------------------------------------- | ---------------- | -------- | -------------- |
| Angel of the Winds Arena, Everett, Estats Units (dura interior)        | Estats Units (1) | 3 − 2    | Letònia        |
| Sportcampus Zuiderpark, La Haia, Països Baixos (terra batuda interior) | Països Baixos    | 2 − 3    | Belarús (2)    |
| Sala Polivalenta Cluj-Napoca, Cluj-Napoca, Romania (dura interior)     | Romania (3)      | 2 − 3    | Rússia         |
| Costão do Santinho Resort, Florianópolis, Brasil (terra batuda)        | Brasil           | 0 − 4    | Alemanya (4)   |
| Centro de Tenis La Manga Club, Cartagena, Espanya (terra batuda)       | Espanya (5)      | 3 − 1    | Japó           |
| Swiss Tennis Arena, Biel/Bienne, Suïssa (dura interior)                | Suïssa (6)       | 3 − 1    | Canadà         |
| SC Lange Munte, Kortrijk, Bèlgica (dura interior)                      | Bèlgica (7)      | 3 − 1    | Kazakhstan     |
| AXA Arena NTC, Bratislava, Eslovàquia (terra batuda interior)          | Eslovàquia       | 3 − 1    | Regne Unit (8) |

## Play-offs
Dates: 16−17 d'abril de 2021
16 equips nacionals van participar en aquesta ronda per classificar-se per la fase final de la següent edició del torneig, en sèries basades en el format local-visitant tradicional. Els participants eren els vuit equips perdedors de la fase classificatòria i els vuits equips classificats dels Grups I dels sectors continentals sectorials. Els vuit equips perdedors retornaven als Grups I continentals per la següent edició.
| Seu (superfície)                                                                   | Equip local       | Resultat | Equip visitant  |
| ---------------------------------------------------------------------------------- | ----------------- | -------- | --------------- |
| Hala Na Skarpie, Bytom, Polònia (dura interior)                                    | Polònia (1)       | 3 − 2    | Brasil          |
| National Tennis Centre, Londres, Regne Unit (dura interior)                        | Regne Unit (2)    | 3 − 2    | Mèxic           |
| Sport Hall Ibar, Kraljevo, Sèrbia (dura interior)                                  | Sèrbia (3)        | 0 − 4    | Canadà          |
| National Tennis Centre Lielupe, Jūrmala, Letònia (dura interior)                   | Letònia (4)       | 3 − 1    | Índia           |
| Elite Tennis Club, Chornomorsk, Ucraïna (terra batuda)                             | Ucraïna (5)       | 4 − 0    | Japó            |
| BTarena, Cluj-Napoca, Romania (dura interior)                                      | Romania (6)       | 1 − 3    | Itàlia          |
| Córdoba Lawn Tennis Club, Córdoba, Argentina (terra batuda)                        | Argentina (7)     | 2 − 3    | Kazakhstan      |
| Maaspoort Sports & Events, 's-Hertogenbosch, Països Baixos (terra batuda interior) | Països Baixos (8) | 3 − 2    | R.P. de la Xina |

## Sector Àfrica/Europa

### Grup I
Els partits del Grup I del sector africano-europeu es van disputar entre el 5 i el 8 de febrer de 2020 entre dues seus diferents. Set països dividits en dos grups sobre pista dura interior en el Tallink Tennis Centre de Tallin (Estònia), i sis equips en dos grups més sobre pista dura interior en el National Tennis Centre, de Esch-sur-Alzette (Luxemburg). Els dos primers dels grups es van enfrontar en una eliminatòria creuada, de forma que els quatre vencedors van accedir a la fase classificatòria de la següent edició de la Copa Federació. El mateix cas pels últims dels quatre grups, on els dos perdedors van descendir al Grup II del sector Àfrica/Europa.
Grup A (Tallin)
|             | Ucraïna | Croàcia | Bulgària | V − D | Partits | Pos. |
| Ucraïna (2) |         | 3−0     | 3−0      | 2−0   | 6−0     | 1    |
| Croàcia     | 0−3     |         | 2−1      | 1−1   | 2−4     | 2    |
| Bulgària    | 0−3     | 1−2     |          | 0−2   | 1−4     | 3    |

Grup B (Tallin)
|            | Itàlia | Estònia | Àustria | Grècia | V − D | Partits | Pos. |
| Itàlia (3) |        | 2−1     | 3−0     | 3−0    | 1−0   | 8−1     | 1    |
| Estònia    | 1−2    |         | 2−1     | 1−2    | 1−2   | 4−5     | 2    |
| Àustria    | 0−3    | 1−2     |         | 2−1    | 1−2   | 3−6     | 3    |
| Grècia     | 0−3    | 2−1     | 1−2     |        | 1−2   | 3−6     | 4    |

Play-offs (Tallin)
| Ronda   | Equip A     | Resultat | Equip B    |
| ------- | ----------- | -------- | ---------- |
| Ascens  | Ucraïna (2) | 2 − 1    | Estònia    |
| Ascens  | Croàcia     | 0 − 2    | Itàlia (3) |
| Descens | Bulgària    | 2 − 0    | Grècia     |

Grup A (Esch-sur-Alzette)
|            | Sèrbia | Suècia | Luxemburg | V − D | Partits | Pos. |
| Sèrbia (1) |        | 2−1    | 2−1       | 2−0   | 4−2     | 1    |
| Suècia     | 1−2    |        | 2−1       | 1−1   | 3−3     | 2    |
| Luxemburg  | 1−2    | 1−2    |           | 0−2   | 2−4     | 3    |

Grup B (Esch-sur-Alzette)
|             | Polònia | Turquia | Eslovènia | V − D | Partits | Pos. |
| Polònia (4) |         | 3−0     | 2−1       | 2−0   | 5−1     | 1    |
| Turquia     | 0−3     |         | 1−2       | 0−2   | 1−5     | 3    |
| Eslovènia   | 1−2     | 2−1     |           | 1−1   | 3−3     | 2    |

Play-offs (Esch-sur-Alzette)
| Ronda   | Equip A    | Resultat | Equip B     |
| ------- | ---------- | -------- | ----------- |
| Ascens  | Sèrbia (1) | 2 − 1    | Eslovènia   |
| Ascens  | Suècia     | 0 − 2    | Polònia (4) |
| Descens | Luxemburg  | 0 − 2    | Turquia     |

### Grup II
Els partits del Grup II del sector africano-europeu es van disputar entre el 4 i el 7 de febrer de 2020 sobre pista dura interior en el Tali Tennis Center de Hèlsinki (Finlàndia). Dividits en dos grups de tres i quatre països, els dos primers classificats de cada grup es van enfrontar entre si en una eliminatòria, i els dos vencedors van accedir al Grup I del sector. El mateix cas pels perdedors d'ambdós grups, on els perdedors van descendir al Grup III del sector Àfrica/Europa.
Grup A
|            | Israel | Tunísia | Geòrgia | Moldàvia | V − D | Partits | Pos. |
| Israel (1) |        | 1−2     | 1−2     | 3−0      | 1−2   | 5−4     | 3    |
| Tunísia    | 2−1    |         | 1−2     | 3−0      | 2−1   | 6−3     | 2    |
| Geòrgia    | 2−1    | 2−1     |         | 3−0      | 3−0   | 7−2     | 1    |
| Moldàvia   | 0−3    | 0−3     | 0−3     |          | 0−3   | 0−9     | 4    |

Grup B
|               | Dinamarca | Portugal | Finlàndia | Egipte | V − D | Partits | Pos. |
| Dinamarca (2) |           | 3−0      | 2−1       | 1−2    | 2−1   | 6−3     | 1    |
| Portugal      | 0−3       |          | 1−2       | 1−2    | 0−3   | 2−7     | 4    |
| Finlàndia     | 1−2       | 2−1      |           | 3−0    | 2−1   | 6−3     | 2    |
| Egipte        | 2−1       | 2−1      | 0−3       |        | 2−1   | 4−5     | 3    |

Play-offs
| Ronda   | Equip A    | Resultat | Equip B       |
| ------- | ---------- | -------- | ------------- |
| Ascens  | Geòrgia    | 2 − 1    | Finlàndia     |
| Ascens  | Tunísia    | 1 − 2    | Dinamarca (2) |
| Descens | Israel (1) | 2 − 0    | Portugal      |
| Descens | Moldàvia   | 0 − 2    | Egipte        |

### Grup III
Els partits del Grup III del sector africano-europeu es van disputar entre el 15 i el 19 de juny de 2021 al SEB Arena de Vilnius (Lituània). Els vencedors dels grups es van enfrontar en una eliminatòria, i els dos vencedors van accedir al Grup II del sector.
Grup A
|                    | Noruega | Macedònia del Nord | Albània | V − D | Partits | Pos. |
| Noruega            |         | 3−0                | 3−0     | 2−0   | 6−0     | 1    |
| Macedònia del Nord | 0−3     |                    | 2−1     | 1−1   | 2−4     | 2    |
| Albània            | 0−3     | 1−2                |         | 0−2   | 1−5     | 3    |

Grup B
|                      | Xipre | Bòsnia i Hercegovina | Ruanda | V − D | Partits | Pos. |
| Xipre                |       | 1−2                  | 3−0    | 1−1   | 4−2     | 2    |
| Bòsnia i Hercegovina | 2−1   |                      | 3−0    | 2−0   | 5−1     | 1    |
| Ruanda               | 0−3   | 0−3                  |        | 0−2   | 0−6     | 3    |

Grup C
|          | Lituània | Kosovo | Nigèria | V − D | Partits | Pos. |
| Lituània |          | 3−0    | 3−0     | 2−0   | 6−0     | 1    |
| Kosovo   | 0−3      |        | 0−3     | 0−2   | 0−6     | 3    |
| Nigèria  | 0−3      | 3−0    |         | 1−1   | 3−3     | 2    |

Grup D
|          | Irlanda | Armènia | Ghana | Islàndia | V − D | Partits | Pos. |
| Irlanda  |         | 3−0     | 3−0   | 3−0      | 3−0   | 9−0     | 1    |
| Armènia  | 0−3     |         | 3−0   | 3−0      | 2−1   | 6−3     | 2    |
| Ghana    | 0−3     | 0−3     |       | 1−2      | 0−3   | 1−8     | 4    |
| Islàndia | 0−3     | 0−3     | 2−1   |          | 1−2   | 2−7     | 3    |

Grup E
|          | Malta | Algèria | Kenya | Zimbàbue | V − D | Partits | Pos. |
| Malta    |       | 3−0     | 3−0   | 2−1      | 3−0   | 8−1     | 1    |
| Algèria  | 0−3   |         | 3−0   | 2−1      | 2−1   | 5−4     | 2    |
| Kenya    | 0−3   | 0−3     |       | 0−3      | 0−3   | 0−9     | 4    |
| Zimbàbue | 1−2   | 1−2     | 3−0   |          | 1−2   | 5−4     | 3    |

Grup F
|             | Sud-àfrica | Montenegro | Namíbia | Azerbaidjan | V − D | Partits | Pos. |
| Sud-àfrica  |            | 3−0        | 3−0     | 3−0         | 3−0   | 9−0     | 1    |
| Montenegro  | 0−3        |            | 2−1     | 3−0         | 2−1   | 5−4     | 2    |
| Namíbia     | 0−3        | 1−2        |         | 0−3         | 0−3   | 1−8     | 4    |
| Azerbaidjan | 0−3        | 0−3        | 3−0     |             | 1−2   | 3−6     | 3    |

Play-offs
| Grup              | Ronda           | Equip A     | Resultat | Equip B              |
| ----------------- | --------------- | ----------- | -------- | -------------------- |
| Primer/Sisè       | Ascens          | Noruega     | 2 − 0    | Bòsnia i Hercegovina |
| Primer/Sisè       | Ascens          | Malta       | 0 − 2    | Lituània             |
| Primer/Sisè       | Cinquè/Sisè     | Irlanda     | 2 − 1    | Sud-àfrica           |
| Primer/Sisè       | Semifinals      | Irlanda     | 0 − 3    | Bòsnia i Hercegovina |
| Primer/Sisè       | Semifinals      | Sud-àfrica  | 0 − 3    | Malta                |
| Setè/Dotzè        | Setè/Desè       | Xipre       | 2 − 0    | Nigèria              |
| Setè/Dotzè        | Setè/Desè       | Montenegro  | 2 − 1    | Algèria              |
| Setè/Dotzè        | Onzè/Dotzè      | Armènia     | 2 − 1    | Macedònia del Nord   |
| Setè/Dotzè        | Semifinals      | Armènia     | 1 − 2    | Nigèria              |
| Setè/Dotzè        | Semifinals      | Montenegro  | 2 − 0    | Macedònia del Nord   |
| Tretzè/Divuitè    | Tretzè/Setzè    | Kosovo      | 2 − 1    | Zimbàbue             |
| Tretzè/Divuitè    | Tretzè/Setzè    | Azerbaidjan | 3 − 0    | Islàndia             |
| Tretzè/Divuitè    | Dissetè/Divuitè | Ruanda      | 0 − 3    | Albània              |
| Tretzè/Divuitè    | Semifinals      | Zimbàbue    | 3 − 0    | Ruanda               |
| Tretzè/Divuitè    | Semifinals      | Albània     | 1 − 2    | Azerbaidjan          |
| Dinovè/Vint-i-unè | Dinovè/Vintè    | Kenya       | 1 − 2    | Namíbia              |
| Dinovè/Vint-i-unè | Semifinals      | Ghana       | 1 − 2    | Namíbia              |

## Sector Amèrica

### Grup I
Els partits del Grup I del sector americà es van disputar entre el 5 i el 8 de febrer de 2020 sobre terra batuda exterior en el Club Palestino de Santiago (Xile). Dividits en dos grups de quatre i tres països, els dos millors de cada grup es van enfrontar en una eliminatòria creuada per determinar els dos països que van accedir a la fase classificatòria de la següent edició de la Copa Federació. Els dos equips pitjor classificats dels grups van descendir al Grup II del sector Amèrica.
Grup A
|              | Paraguai | Colòmbia | Veneçuela | V − D | Partits | Pos. |
| Paraguai (1) |          | 2−1      | 3−0       | 2−0   | 5−1     | 1    |
| Colòmbia     | 1−2      |          | 3−0       | 1−1   | 4−2     | 2    |
| Veneçuela    | 0−3      | 0−3      |           | 0−2   | 0−6     | 3    |

Grup B
|               | Argentina | Xile | Mèxic | Perú | V − D | Partits | Pos. |
| Argentina (2) |           | 2−1  | 2−1   | 3−0  | 2−0   | 4−2     | 1    |
| Xile          | 1−2       |      | 1−2   | 3−0  | 1−2   | 5−4     | 3    |
| Mèxic         | 1−2       | 2−1  |       | 3−0  | 2−1   | 6−3     | 2    |
| Perú          | 0−3       | 0−3  | 0−3   |      | 0−2   | 0−6     | 4    |

Play-offs
| Ronda   | Equip A      | Resultat | Equip B       |
| ------- | ------------ | -------- | ------------- |
| Ascens  | Paraguai (1) | 1 − 2    | Mèxic         |
| Ascens  | Colòmbia     | 0 − 2    | Argentina (2) |
| Descens | Veneçuela    | 1 − 2    | Xile          |
| Descens |              | −        | Perú          |

### Grup II
Els partits del Grup II del sector americà es van disputar entre dues seus diferents. Set països dividits en dos grups van disputar entre el 23 i el 26 de juny de 2021 sobre terra batuda exterior en el Centro de Alto Rendimiento Fred Maduro de Ciutat de Panamà (Panamà), i vuit equips més en dos grups que van disputar entre el 16 i el 19 de juny de 2021 sobre terra batuda exterior en el Club de Tenis La Paz de La Paz (Bolívia). Els vencedors dels grups es van enfrontar en una eliminatòria, i els dos vencedors van accedir al Grup I del sector, un per cada seu.
Grup A (Ciutat de Panamà)
|            | Bahames | Costa Rica | Uruguai | V − D | Partits | Pos. |
| Bahames    |         | 2−1        | 1−2     | 1−1   | 3−3     | 2    |
| Costa Rica | 1−2     |            | 1−2     | 0−2   | 2−4     | 3    |
| Uruguai    | 2−1     | 2−1        |         | 2−0   | 4−2     | 1    |

Grup B (Ciutat de Panamà)
|             | Equador | Cuba | Panamà | El Salvador | V − D | Partits | Pos. |
| Equador     |         | 3−0  | 3−0    | 3−0         | 3−0   | 9−0     | 1    |
| Cuba        | 0−3     |      | 2−1    | 1−2         | 1−2   | 3−6     | 3    |
| Panamà      | 0−3     | 1−2  |        | 1−2         | 0−3   | 2−7     | 4    |
| El Salvador | 0−3     | 2−1  | 2−1    |             | 2−1   | 4−5     | 2    |

Play-offs (Ciutat de Panamà)
| Ronda        | Equip A    | Resultat | Equip B     |
| ------------ | ---------- | -------- | ----------- |
| Ascens       | Uruguai    | 0 − 2    | Equador     |
| Tercer/Quart | Bahames    | 2 − 0    | El Salvador |
| Cinquè/Sisè  | Costa Rica | 2 − 0    | Cuba        |
| Setè         |            |          | Panamà      |

Grup A (La Paz)
|                      | Guatemala | República Dominicana | Jamaica | V − D | Partits | Pos. |
| Guatemala            |           | 3−0                  | 3−0     | 2−0   | 6−0     | 1    |
| República Dominicana | 0−3       |                      | 3−0     | 1−1   | 3−3     | 2    |
| Jamaica              | 0−3       | 0−3                  |         | 0−1   | 0−3     | 3    |

Grup B (La Paz)
|             | Bolívia | Puerto Rico | Hondures | Barbados | V − D | Partits | Pos. |
| Bolívia     |         | 3−0         | 3−0      | 3−0      | 3−0   | 9−0     | 1    |
| Puerto Rico | 0−3     |             | 1−2      | 3−0      | 1−2   | 4−5     | 3    |
| Hondures    | 0−3     | 2−1         |          | 3−0      | 2−1   | 5−4     | 2    |
| Barbados    | 0−3     | 0−3         | 0−3      |          | 0−3   | 0−9     | 4    |

Play-offs (La Paz)
| Ronda        | Equip A              | Resultat | Equip B     |
| ------------ | -------------------- | -------- | ----------- |
| Ascens       | Guatemala            | 2 − 0    | Bolívia     |
| Tercer/Quart | República Dominicana | 2 − 1    | Hondures    |
| Cinquè/Sisè  | Jamaica              | 0 − 3    | Puerto Rico |
| Setè/Vuitè   |                      |          | Barbados    |

## Sector Àsia/Oceania

### Grup I
Els partits del Grup I del sector asiàtico-oceànic es van disputar entre el 3 i el 7 de març de 2020 sobre pista dura interior del Dubai Duty Free Tennis Stadium de Dubai (Emirats Àrabs Units). Un sol grup de sis països que determina la classificació final, els dos primers del grup van accedir a la fase classificatòria de la següent edició de la Copa Federació mentre que els dos equips pitjor classificats dels grups van descendir al Grup II del sector Àsia/Oceania.
|                 | R.P. de la Xina | Xina Taipei | Índia | Indonèsia | Corea del Sud | Uzbekistan | V − D | Partits | Pos. |
| R.P. de la Xina |                 | 3−0         | 3−0   | 3−0       | 3−0           | 2−1        | 5−0   | 14−1    | 1    |
| Xina Taipei     |                 |             | 1−2   | 1−2       | 2−1           | 2−1        | 2−3   | 6−9     | 5    |
| Índia           | 0−3             | 2−1         |       | 2−1       | 2−1           | 3−0        | 4−1   | 9−6     | 2    |
| Indonèsia       | 0−3             | 2−1         | 1−2   |           | 1−2           | 3−0        | 2−3   | 7−8     | 4    |
| Corea del Sud   | 0−3             | 1−2         | 1−2   | 2−1       |               | 3−0        | 2−3   | 7−8     | 3    |
| Uzbekistan      | 1−2             | 1−2         | 0−3   | 0−3       | 0−3           |            | 0−5   | 2−13    | 6    |

### Grup II
Els partits del Grup II del sector asiàtico-oceànic es van disputar entre dues seus diferents. Deu països dividits en dos grups van disputar entre el 4 i el 8 de febrer de 2020 sobre pista dura exterior en el Renouf Tennis Centre de Wellington (Nova Zelanda), i deu equips més en dos grups que van disputar entre el 10 i el 14 d'agost de 2021 sobre pista dura exterior en el Sri Lanka Tennis Association Complex de Colombo (Sri Lanka). Els vencedors dels grups es van enfrontar en una eliminatòria, i els dos vencedors van accedir al Grup I del sector.
Grup A (Wellington)
|              | Singapur | Nova Zelanda | Pakistan | Mongòlia | V − D | Partits | Pos. |
| Singapur (2) |          | 0−3          | 1−2      | 1−2      | 0−3   | 2−7     | 4    |
| Nova Zelanda | 3−0      |              | 3−0      | 3−0      | 3−0   | 9−0     | 1    |
| Pakistan     | 2−1      | 0−3          |          | 2−1      | 2−1   | 4−5     | 2    |
| Mongòlia     | 2−1      | 0−3          | 1−2      |          | 1−2   | 3−6     | 3    |

Grup B (Wellington)
|               | Tailàndia | Filipines | Turkmenistan | Guam | V − D | Partits | Pos. |
| Tailàndia (3) |           | 1−2       | 3−0          | 3−0  | 2−1   | 7−2     | 2    |
| Filipines     | 2−1       |           | 3−0          | 3−0  | 3−0   | 8−1     | 1    |
| Turkmenistan  | 0−3       | 0−3       |              | 0−3  | 0−3   | 0−9     | 4    |
| Guam          | 0−3       | 0−3       | 3−0          |      | 1−2   | 3−6     | 3    |

Play-offs (Wellington)
| Ronda        | Equip A      | Resultat | Equip B       |
| ------------ | ------------ | -------- | ------------- |
| Ascens       | Nova Zelanda | 2 − 1    | Filipines     |
| Tercer/Quart | Pakistan     | 0 − 3    | Tailàndia (3) |
| Cinquè/Sisè  | Mongòlia     | 0 − 3    | Guam          |
| Setè/Vuitè   | Singapur (2) | 2 − 0    | Turkmenistan  |

- Equips Colombo:  Cambodja,  Hong Kong (1),  Iran,  Malàisia,  Myanmar,  Oman, Pacific Oceania (4),  Sri Lanka,  Tadjikistan,  Vietnam

## Resum
| Grup         | Grup      | Països                                                      |
| ------------ | --------- | ----------------------------------------------------------- |
| Grup Mundial | Campió    | Rússia                                                      |
| Grup Mundial | Finalista | Suïssa                                                      |
| Grup I       | Descens   | Grècia, Luxemburg, Perú, Uzbekistan, Veneçuela, Xina Taipei |
| Grup II      | Ascens    | Dinamarca, Equador, Geòrgia, Guatemala                      |
| Grup II      | Descens   | Moldàvia, Portugal                                          |
| Grup III     | Ascens    | Lituània, Noruega                                           |

## Rànquing
| Pos. | País         | Punts    | Eliminatòries | Ant. | Mov.       |
| ---- | ------------ | -------- | ------------- | ---- | ---------- |
| 1.   | Austràlia    | 1.055,50 | 10            |      | Augment    |
| 2.   | França       | 1.038,17 | 9             |      | 1          |
| 3.   | Rússia       | 1.035,74 | 13            |      | Augment    |
| 4.   | Estats Units | 953,84   | 12            |      | Disminució |
| 5.   | Txèquia      | 918,05   | 9             |      | Disminució |
| 6.   | Belarús      | 872,08   | 10            |      | Disminució |
| 7.   | Alemanya     | 825,04   | 9             |      | Disminució |
| 8.   | Suïssa       | 810,78   | 11            |      | Augment    |
| 9.   | Canadà       | 781,01   | 13            |      | Augment    |
| 10.  | Espanya      | 776,43   | 9             |      | Disminució |